# Station Ostromecko
Station Ostromecko is een spoorwegstation in de Poolse plaats Ostromecko.